# 83. Sinfonie (Haydn)
Die Sinfonie Nr. 83 g-Moll komponierte Joseph Haydn im Jahr 1785 für eine Pariser Konzertreihe. Das Werk trägt den nicht von Haydn stammenden Beinamen „La Poule“ („Das Huhn“).

## Allgemeines

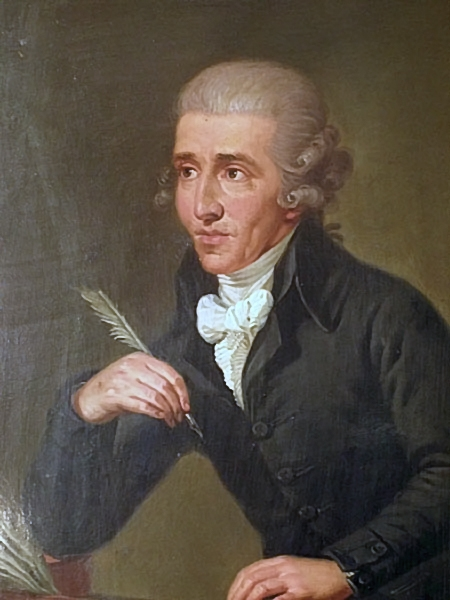
Joseph Haydn (Gemälde von Ludwig Guttenbrunn, um 1770)

Die Sinfonie Nr. 83 gehört zusammen mit den Sinfonien Nr. 82 bis 87 zu den „Pariser Sinfonien“. Es handelt sich um Auftragskompositionen für das Pariser „Le Concert de la Loge Olympique.“
Der Titel „La Poule“ (französisch für „das Huhn“) bezieht sich auf das „gackernde“ zweite Thema im ersten Satz. Er stammt nicht von Haydn und ist auch nicht in Paris entstanden. Er taucht zum ersten Mal im Haydn-Verzeichnis der Zürcher Neujahrsblätter von 1831 auf. Eingebürgert hat er sich erst seit den 1870er Jahren.
Die Sinfonie weist vor allem in den ersten beiden Sätzen mehrere auffällige Kontraste auf, beispielsweise das Verhältnis von erstem und zweitem Thema im Allegro spiritoso oder die unvermittelten Wechsel in der Klangfarbe im Andante. Diese Kontraste werden manchmal im Sinne von Ironie oder Parodie gedeutet, wobei sich Haydns Parodie möglicherweise auch auf seine eigenen, früheren Sinfonien bezieht (Selbstparodie). Diese waren teilweise dem Pariser Publikum bekannt.
Obwohl nur etwa drei Viertel des Allegro spiritoso in g-Moll stehen, wird die Tonart der Sinfonie üblicherweise mit „Moll“ und nicht mit „Dur“ angegeben (ähnlich bei einigen anderen Moll-Sinfonien Haydns, z. B. bei Nr. 34).

“Symphony No. 83, undoubtedly the most eccentric of the ‘Paris’ Symphonies, is in Voltaire’s sense also the most extreme in its wit. While the ‘Poule’ theme of the first movement is humorous in Michaelis’s sens of ‘scherzando’ (i. e. pleasing, jovial and entertaining), it assumes the higher status of serious wit or the comic sublime by virtue of its context, its inappropriateness in a G minor movement which is dominanted by the seriousness of the Haydn’s Sturm and Drang-like rhetoric. Similary, the dramatic interruptions of the second movement are comic in the context of the following harmonic clichés; the limping unconventional Menuet is humorously clumsy in relation to the graceful dance-like Trio; the Development section of the finale is witty in its inapproriateness, as the finale as a whole is bizarrely inapt in relation to the first movement. In short, the symphony’s spectacular displays of bizarre contrasts are emblematic of the comic sublime, stretching the credulity of the listener to an extens that none fo the other ‘Paris’ Symphonies do, even in their most audacious moments.”

„Die Sinfonie Nr. 83, unzweifelhaft die exzentrischste der Pariser Sinfonien, ist in Voltaires Sinne auch die extremste in ihrem Witz. Während das ‚Hennenthema‘ vom ersten Satz humorvoll ist in Michaelis Sinn vom ‚scherzando‘ (d. h. angenehm, heiter und unterhaltsam), nimmt es den höheren Status von ernsthaftem Witz oder komischer Erhabenheit an aufgrund seines Kontextes bzw. aufgrund seiner Unangemessenheit in einem g-Moll – Satz, der dominiert wird von Ernsthaftigkeit in Haydns Sturm- und Drang – Stil. In ähnlicher Weise sind die dramatischen Unterbrechungen im zweiten Satz komisch im Kontext der folgenden harmonischen Klischees; das hinkende, unkonventionelle Menuett ist humorvoll unbeholfen im Verhältnis zum anmutig-tänzerischen Trio; die Durchführung im vierten Satz ist witzig in ihrer Unangemessenheit [in Bezug auf das sonstige Satzgeschehen], wie der vierte Satz insgesamt bizarr unpassend ist in Verhältnis zum ersten Satz. Kurz, die spektakuläre Entfaltung von bizarren Kontrasten ist symbolisch für das Komisch-Erhabene, die die Leichtgläubigkeit der Hörer an ein Ausmaß dehnt, das keine andere der Pariser Sinfonien erreicht, selbst in deren kühnsten Momenten.“

## Zur Musik
Besetzung: Flöte, zwei Oboen, zwei Fagotte, zwei Hörner in G, zwei Violinen, Viola, Cello, Kontrabass und ggf. Cembalo. Über die Beteiligung eines Cembalo-Continuos in Haydns Sinfonien bestehen unterschiedliche Auffassungen. Eine Besonderheit ist, dass im 1. Satz drei verschiedene Cello-Stimmen vorhanden sind: Neben der die Kontrabassstimme verdoppelnden Cellostimme ist in der Partitur ein „Violoncello obligato“ als gesonderte Zeile notiert; wobei sich hier die Stimme von Takt 97 bis 105 teilt („divisi“).
Aufführungszeit: ca. 20–25 Minuten (je nach Einhalten der vorgeschriebenen Wiederholungen).
Bei den hier benutzten Begriffen der Sonatensatzform ist zu berücksichtigen, dass dieses Schema in der ersten Hälfte des 19. Jahrhunderts entworfen wurde (siehe dort) und von daher nur mit Einschränkungen auf die Sinfonie Nr. 83 übertragen werden kann. – Die hier vorgenommene Beschreibung und Gliederung der Sätze ist als Vorschlag zu verstehen. Je nach Standpunkt sind auch andere Abgrenzungen und Deutungen möglich.

### Erster Satz: Allegro spiritoso
g-Moll / G-Dur, 4/4-Takt, 193 Takte

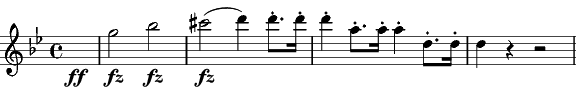
Allegro spiritoso: erstes Thema mit Motiv 1 und 2, Takt 1 ff.

Der Satz eröffnet mit einem energisch-dramatischen Thema im Fortissimo, das auf einem aufsteigenden Viertonmotiv mit Akzenten (Motiv 1) sowie einer fallenden Bewegung im punktierten Rhythmus (Motiv 2) basiert. Beide Motive, die zusammen einen Viertakter bilden, werden etwas verändert wiederholt, bei der zweiten Wiederholung mit Fortspinnung des punktierten Rhythmus (Tonrepetition). Das Thema setzt dann nochmals an, geht nun jedoch nahtlos in den Überleitungsabschnitt hinein. Hier dominieren zunächst die beiden Motive des Themas (z. T. übereinandergelegt), ehe ab Takt 33 das neue Motiv 3 (gebrochener Dreiklang aufwärts aus Achteln und Sechzehnteln und Achtelbewegung abwärts) in der Tonikaparallelen B-Dur auftritt. Die stimmführenden Violinen schrauben sich mit dem Motiv in die Höhe, um dann in einem Abstieg von über zwei Oktaven das zweite Thema anzukündigen.

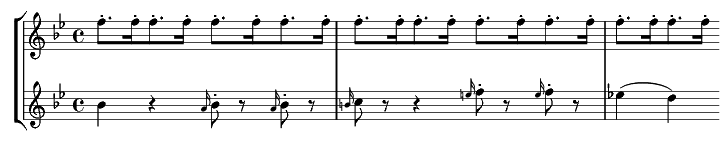
Allegro spiritoso: zweites Thema, ab Takt 52

Dieses (ab Takt 45, B-Dur) besteht aus einer Vorschlagsfigur der 1. Violine (Motiv 4), begleitet lediglich von der Staccato-Achtelbewegung der 2. Violine. Durch seinen einfach-fröhlichen Charakter und die spärliche Besetzung kontrastiert es stark zum ernst gehaltenen ersten Thema. Ab Takt 52 folgt eine Wiederholung, nun begleitet von der Oboe, die fünf Takte lang den Ton F im punktierten Rhythmus spielt. Diese „gackernde“ Figur, die der Sinfonie ihren Namen gab, kann man sich aus Motiv 2 abgeleitet denken.
Recht abrupt beginnt dann ab Takt 59 forte die Schlussgruppe, in der sich neben Triolenläufen im Unisono der punktierte Rhythmus von Motiv 2 über einer schreitenden, abwärts gehenden Bassbewegung in Vierteln (Motiv 5, interpretierbar als Umkehrung von Motiv 1) wieder findet. Die Exposition endet in Takt 68.
Die Durchführung (Takt 69–129) verarbeitet Elemente vom ersten und zweiten Thema, die moduliert und sequenziert werden sowie in verschiedenen Stimmen auftreten. Ab Takt 83 tritt neu das Motiv 6 dazu, das aus Motiv 3 herleitbar ist, als durchlaufende „Gegenstimme“ zu Motiv 1 verwendet wird und ab Takt 109 in Motiv 3 übergeht. Von Motiv 3 spielen Flöte und 1. Violine ab Takt 113 nur noch den sich aufschraubenden Kopf, begleitet von einer gegenstimmenartigen, chromatisch in halben Noten aufsteigenden Linie (an Motiv 1 erinnernd) und unterlegt von einem orgelpunktartigen A im Bass. Dann bricht die Musik im Moment dramatischer Spannung unerwartet mit fast zwei Takten Generalpause ab. Piano setzen die Streicher mit einer zögerlich-chromatischen Passage neu an und bauen mit dem von Liegetönen unterlegten Motiv 1 die Spannung neu auf. Die Spannung entlädt sich mit dem Beginn der Reprise in Takt 130.
Die Reprise ist ähnlich der Exposition strukturiert, verkürzt aber den Überleitungsabschnitt: Die Verarbeitungspassage von Motiv 1 und 2 analog Takt 21 ff. fehlt, dafür wechselt die Tonart mit Einsatz von Motiv 3 (Takt 146) nach G-Dur. Beim zweiten Thema übernimmt nun die Flöte die „gackernde“ Bewegung, die dadurch etwas weicher klingt. Die Schlussgruppe (Takt 171 ff.) ist codaartig erweitert: Neben den Elementen aus der Exposition haben das nun gar nicht mehr bedrohliche erste Thema und die „Gackerbewegung“ weitere Auftritte. Bemerkenswert ist auch der Trugschluss mit Fermate auf einem Dominantseptakkord in Takt 181. Exposition sowie Durchführung und Reprise werden wiederholt.
Der im Satz auftretende punktierte Rhythmus ist möglicherweise als Andeutung auf die französische Opernouvertüre gedacht, die „gackernde“ Begleitung vom zweiten Thema erinnert an ein Cembalo-Stück in g-Moll vom französischen Komponisten Jean-Philippe Rameau, das den Titel „La Poule“ trägt.

### Zweiter Satz: Andante
Es-Dur, 3/4-Takt, 105 Takte

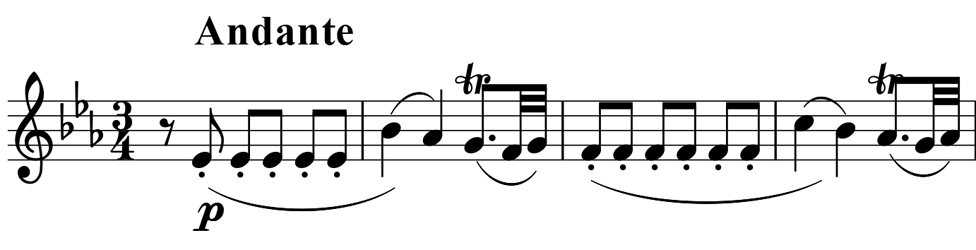
Beginn des Andante, 1. Violine, Motiv 1 und 2

Das erste Thema (Hauptthema), mit dem die Streicher den Satz eröffnen, besteht aus drei Motiven: (1) ein Klopfmotiv aus fünffacher Tonrepetition, anfangs mit grundierendem Basston, (2) nach einer Quinte aufwärts eine fallende Linie mit Triller, (3) eine leicht chromatische, sangliche Linie mit Schlusstriller. Motiv 1 und 2 treten zunächst im Wechsel auf (Takt 1 bis 5), während Motiv 3 die insgesamt achttaktige thematische Einheit abschließt (Takt 6 bis 8). Nach einem kurzen Einwurf der Holzbläser wird das Thema in einer mit kleinen Gegenstimmen (aus Motiv 3 ableitbar) verzierten Variante wiederholt und fortgeführt (Takt 1 bis Takt 16).
Anschließend führen sangliche, chromatische Linien (aus Motiv 3 ableitbar) im Dialog der beiden Violinen von c-Moll zur Doppeldominanten F-Dur, das als Ankündigung zum folgenden, „opernhaften“ Abschnitt in B-Dur fungiert. Dieser ist durch starke Kontraste in der Klangfarbe gekennzeichnet: Der überraschende, gestikulierende Unisono-Einwurf des ganzen Orchesters in Form einer Unisono-Tonleiter abwärts über zwei Oktaven wird aufgefangen vom klopfenden Tonrepetitionsmotiv des Hauptthemas, gespielt von 2. Violine und Viola. Der zu erwartende Themeneinsatz bleibt dann aber aus, während das Klopfmotiv fortwährend piano weiterläuft (insgesamt 22 Tonwiederholungen). Der dadurch entstehende Klangteppich aus Tonrepetition wechselt in Takt 28 durch Fortissimo-Tremolo abrupt seinen Charakter und führt kadenzierend zu einem Vorschlagsmotiv, das die vorangegangene, abwärts schreitende Linie fortsetzt. Je nach Standpunkt kann der Abschnitt ab Takt 34 mit seinem weiteren Vorschlags- und Tonrepetitionsmotiv sowie der chromatisch aufsteigenden Linie als zweites Thema betrachtet werden (B-Dur, nur Streicher). Die Schlussgruppe (Takt 41 ff.) ist durch ein sangliches Motiv der Oboen gekennzeichnet.
Die Durchführung (Takt 44–72) beginnt als Fortspinnung des Hauptthemas inklusive Molltrübung, die ab Takt 53 in den „opernhaften“ Abschnitt umschwenkt: Ausgehend vom gestikulierenden Einwurf, hier als C-Dur – Tonleiter auf- und abwärts, entwickelt sich durch taktweises Hinzutreten eines Tons ein etwas unheimlicher Tonrepetitions-Teppich, der zu einer Tremolo-Klangfläche im Forte führt (Takt 53 bis 60). Die Streicher setzen dann ihren sanglichen Dialog entsprechend Takt 17 ff. fort. Imitatorisch ist der Abschnitt von Takt 61 bis 72 mit versetztem Einsatz des Klopfmotivs und gegenstimmenartigen Läufen aufwärts gehalten.
Die Reprise (ab Takt 73) ist gegenüber der Exposition variiert: Das Hauptthema wird mit gegenstimmenartigen Läufen aufwärts in der Flöte begleitet (ähnlich denen vom Ende der Durchführung), der sangliche Dialog der Violinen fehlt ebenso wie die Schlussgruppe, anstelle von einem gibt es drei von den gestikulierenden Unisono-Tonleiterläufen (B-Dur, B-Dur mit Septime, Es-Dur). Der Satz endet pianissimo mit einem versetzten Einsatz von Motiv 1 und 2 über einem Orgelpunkt auf Es. Exposition sowie Durchführung und Reprise werden wiederholt.
Die abrupten Wechsel der Effekte, die harmonischen Überraschungen und die dramatischen Gesten erinnern an die Form des Capriccio bzw. einer Fantasie (ähnlich dem zweiten Satz der Sinfonie Nr. 86).

### Dritter Satz: Menuett. Allegretto
G-Dur, 3/4-Takt, mit Trio 66 Takte
Das Menuett beginnt auftaktig und forte mit einem liedhaft-pastoralen Thema, zunächst mit fallender, dann mit im Unisono aufsteigender Linie. Der erste Teil des Themas verschleiert den üblichen Taktrhythmus, da die beiden auftaktigen Achtel (dritter Taktschlag) auch auf dem ersten Taktschlag auftreten. Der zweite Teil des Menuetts ist mit 34 Takten deutlich länger als der erste (acht Takte). Er verarbeitet zunächst durchführungsartig die Elemente des ersten Teils, danach folgt „eine Art Scheinreprise“: die Melodie des Themas ist zwar unverändert, durch den Orgelpunkt auf D im Bass und Horn (und nicht auf dem Grundton G) hat der Hörer jedoch zunächst nicht den Eindruck, sich harmonisch wieder in der Tonika G-Dur zu befinden. Das Menuett schließt mit einer kurzen Coda (Takt 35–42), die das auftaktige Kopfmotiv vom Satzanfang isoliert. Durch die Betonung mit Akkordschlägen auf der zweiten Taktzeit wird die rhythmische Instabilität des Themenanfangs dabei nochmals verstärkt.
Das Trio ist einfacher als das Menuett aufgebaut. Es steht ebenfalls in G-Dur und ist in drei achttaktige Abschnitte gegliedert. Flöte und Violine spielen piano eine ländlerhafte Melodie in durchlaufenden Staccato-Achtelketten, die teilweise mit Vorschlägen verziert ist.

### Vierter Satz: Finale. Vivace
G-Dur, 12/8-Takt, 99 Takte

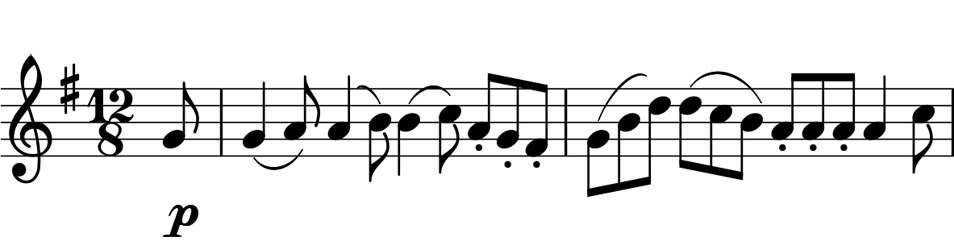
Beginn des Vivace, 1. Violine

Im Vivace, einem Satz mit Kehraus-Charakter und „zwischen Gigue und Chasse oszillierend“, tritt die thematische Arbeit in den Hintergrund. Stattdessen dominiert ein „perpetuum-mobile-artiger Bewegungszug, in dem von dem ohnehin nicht sehr profilierten Thema fast nur sein Rhythmus übrig bleibt, und eine grandiose Klangmassierung, die vor allem in der ganz auf harmonische Mittel konzentrierten Durchführung die thematische Arbeit ersetzt.“
Das viertaktige Hauptthema wird zunächst piano von den Streichern vorgestellt, anschließend als Variante mit stimmführender Flöte wiederholt. Ab dem Tutti-Einsatz in Takt 8 dominieren dann durchlaufende Achtelketten, hämmernde Tonwiederholungen, Akkordmelodik und kurze Soli für Flöte und Oboe (z. B. Tutti-Echo nach einer „Vogelstimme“ der Flöte (Takt 11 ff.)). Eine Schlussgruppe kann von Takt 31–34 abgegrenzt werden.
Die „Durchführung“ (Takt 35–55) beginnt mit dem sich aufschraubenden Anfangsmotiv vom Hauptthema und geht dann in einen Forte-Block über, der durch Achtelketten, hämmernde Tonwiederholungen, Akzente und zahlreiche Tonartenwechsel gekennzeichnet ist.
Die Reprise (Takt 55 ff) ist ähnlich wie die Exposition aufgebaut, aber beim Hauptthema wird gleich zu Beginn die Flöte mit eingesetzt. Der Satz endet mit einer Coda (Takt 83 ff.): Die zügige Bewegung der Musik wird durch mehrere Fermaten zögerlich und durch Generalpausen stockend. Nach einem letzten Auftritt vom Hauptthema schließt der Satz mit stürmischen Achtelketten im Forte. Exposition sowie Durchführung und Reprise werden wiederholt.